# ニッポン再検証プロジェクト「コ・コ・ロ・ミ・ル」
『ニッポン再検証プロジェクト「コ・コ・ロ・ミ・ル」』は、2011年5月7日に日本テレビ他で放送されたバラエティ特番。

## 概要
所ジョージを代表とするニッポン再検証機構「N.I.P」が、日本のあらゆる事象の再検証を試みる番組。

## 出演者
- 所ジョージ（N.I.P代表）
- 加藤ゆり（秘書）
- 山田五郎（組織員）
- ウエンツ瑛士（組織員）
- SHELLY（組織員）

## 検証内容
- 『富士山が今、縮んでいる!?』
  - 調査員 - 石原良純
- 『一日で、税金いくら払っているのか?』
  - 被験者 - 船越英一郎、益若つばさ
- 『ガソリン車を電気自動車に改造してどこまで走れるか?』
  - 調査員 - ユージ、大野拓郎

## スタッフ
- 構成：田中直人、藤原琢也、オグロテツロウ、笠原泰徳、あまみ太朗
- ナレーター：掛川裕彦
- SW：大沼聡
- CAM：千葉諭
- 照明：高橋明宏
- 音声：高橋英慈
- VE：石塚英雄
- 美術プロデューサー：橋本昌和
- デザイナー：別所晃吉、寺本夏実
- 美術進行：石川利久
- 装飾：福留克年
- 大道具：大地研之
- 小道具：石橋誉礼
- メイク：YUNAN、原田直子
- 音効：今野直秀、冨田昌一
- EED・MA：スタジオヴェルト
- CG：大沼修一、大江清俊
- ロゴデザイン：濱中幸子
- 編成：穂積武信、植野浩之
- 広報：友定紘子
- デスク：宮沢薫
- AP：山口正博
- AD：岡和田泰紀、宮澤有佳
- ディレクター：萩原実、石井和章、清水克洋
- プロデューサー：秋山健一郎、永井英樹、筒井梨絵
- 演出：駒木純一
- 技術協力：Zeta
- 美術協力：フジアール
- 制作協力：ディレクターズ21、AX-ON
- チーフプロデューサー：岡田泰三
- 制作著作：日本テレビ

| スタブアイコン | サブスタブ | この項目は、まだ閲覧者の調べものの参照としては役立たない、テレビ番組に関連した書きかけの項目です。この項目を加筆・訂正などしてくださる協力者を求めています（P:テレビ/PJ:放送または配信の番組）。 |